# Indotyphlus battersbyi
Indotyphlus battersbyi es una especie de anfibio gimnofión de la familia Indotyphlidae.
Es endémica de la parte septentrional de los Ghats occidentales en los estados de Maharastra y Kerala (India). Se halla a una altitud de 300 a 1.300 m s. n. m.